# Operation Wolf
Operation Wolf (オペレーションウルフ?, Operēshon Urufu) è un videogioco arcade di tipo sparatutto su rotaia, con un modello di mitragliatrice inclinabile come controllo, sviluppato e pubblicato nel 1987 dalla Taito.
Pur non essendo stato il primo nel suo genere a presentare un controllo ad arma da fuoco posizionale (basti pensare a giochi della prima metà degli anni ottanta come Colt o Crossbow), ebbe molto più successo dei precedenti.
Nel 1988 uscirono conversioni del titolo per molti home computer edite dalla Ocean Software, poi nel biennio 1989-1990 uscì per altri computer e console, a opera sempre della Taito e altri editori. Di solito le conversioni vennero apprezzate dalla critica. Nel 2005, una emulazione dell'originale arcade venne inclusa nella raccolta Taito Legends per PC, PlayStation 2 e Xbox.

## Trama
Il protagonista, Roy Adams, è un militare dell'esercito statunitense che deve infiltrarsi in una base nemica (presumibilmente situata in Sudamerica, secondo la storia introduttiva del sequel Operation Thunderbolt) prendendo possesso di sei aree strategiche con lo scopo di liberare i prigionieri.
Le ambientazioni sono una base di telecomunicazioni nemica, la giungla, un villaggio, un deposito di munizioni, un campo di concentramento, e l'aeroporto per la fuga finale.
Al completamento di tutte le missioni Roy viene ricevuto dal presidente degli Stati Uniti d'America.

## Modalità di gioco
Operation Wolf presenta un sistema di controllo che consiste in un mitragliatore posizionale con il grilletto per sparare i colpi e un pulsante laterale per lanciare le granate; il controllo posizionale non disegna un cursore sullo schermo, sicché è necessario orientarsi con la posizione di esso ed i colpi sparati per capire esattamente dove si sta mirando. Il mitragliatore in metallo vibra realmente simulando l'arma reale, l'Uzi. 
Roy Adams ha una barra dell'energia che cala progressivamente quando viene colpito. In ogni missione lo scenario scorre automaticamente (verso sinistra nei livelli 1, 5 e 6, verso destra negli altri tre)  fino al suo completamento con 10000 punti assegnati ogni volta, e non c'è possibilità di evitare i colpi dei nemici se non anticipandoli o colpendo i loro proiettili se questi consistono in armi da lancio. Nei primi quattro livelli si incontrano vari civili e le infermiere con la barella, i quali non vanno colpiti altrimenti cala l'energia del giocatore; lo stesso discorso vale per i prigionieri da salvare, presenti invece negli ultimi due.
È possibile raccogliere determinati oggetti lungo il livello colpendoli col mitragliatore, come le cartucce per ricaricare l'arma, le granate aggiuntive o la vitalità supplementare (sotto forma di bevanda energetica): a volte possono essere rilasciati dagli animali che passano di tanto in tanto durante il gioco (galline, maialini e avvoltoi).
Ci sono in tutto sei livelli con tipi di nemici variabili, tra cui soldati appiedati, paracadutisti, camion, elicotteri, battelli, carri armati e militari in motocicletta. Alla fine bisognerà affrontare l'unico boss del gioco, un enorme elicottero.
Una volta completate tutte le missioni saranno assegnati punti bonus in base al numero di ostaggi liberati. Successivamente il gioco ricomincerà daccapo ma con difficoltà maggiore.
C'è una differenza sostanziale tra la versione giapponese e quella occidentale: nella prima c'è la possibilità, di volta in volta, di scegliere la missione da svolgere, mentre nell'altra si deve necessariamente seguire un ordine preciso.
Nella maggior parte delle conversioni casalinghe, per sparare si controlla un mirino con le periferiche tradizionali. Solo alcune supportano la pistola ottica, ad esempio la NES Zapper, per imitare la mitragliatrice.

## Serie
- Operation Wolf (1987)
- Operation Thunderbolt (1988)
- Operation Wolf 3 (1994)
- Operation Tiger (1998)
- Operation Wolf Returns: First Mission (2023), Microïds, la pubblicazione è pianificata al 21 settembre.[5]